# Rolpaal
Rolpaal (52° 01′ N, 4° 13′ L) é uma cidade dos Países Baixos, na província de Holanda do Sul. Rolpaal pertence ao município de Westland, e está situada 9 km a sudoeste da Haia.
A área de Rolpaal, que também inclui as partes periféricas da cidade, bem como a zona rural circundante, tem uma população estimada em 40 habitantes.